# Nannatherina balstoni
Nannatherina balstoni е вид лъчеперка от семейство Percichthyidae, единствен представител на род Nannatherina.

## Разпространение
Видът е разпространен в Австралия.